# Mujeres Libres

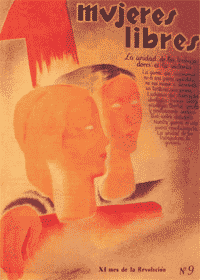
Couverture du numéro 9 de la revue (1938).

Mujeres Libres (« Femmes libres » en français - « Dones Lliures » en catalan) est une organisation féministe libertaire espagnole, ainsi qu'une revue éponyme.

## Présentation
Créée en avril 1936, dans le sillage des premières féministes catalanes telles Teresa Claramunt et Soledad Gustavo, et dissoute en février 1939 lors de l'avancée des nationalistes, Mujeres Libres est active durant la révolution sociale espagnole de 1936 et la guerre d'Espagne.
Mujeres Libres est la première organisation féministe autonome prolétarienne en Espagne. Son but est de mettre fin au « triple esclavage des femmes : l’ignorance, le capital et les hommes ». Si quelques-unes des fondatrices exercent des professions libérales, la vaste majorité de ses membres sont issues des classes ouvrières. Les femmes de Mujeres Libres visent à la fois à surmonter les obstacles de l’ignorance et de l’inexpérience qui les empêchent de participer en tant qu’égales à la lutte pour une société meilleure, et à combattre la domination des hommes au sein même du mouvement libertaire.
Mujeres Libres met en place des campagnes d’alphabétisation, des cours techniques et professionnels ainsi que des formations politiques pour les femmes, en plus d’organiser collectivement la production alimentaire pour les milices révolutionnaires qui résistent aux franquistes, de mettre sur pied des cliniques médicales et de participer à la formation des infirmières et des miliciennes.
Avec ses 20 000 adhérentes (en juillet 1937), provenant majoritairement des milieux populaires, Mujeres Libres défend l’émancipation des femmes et leur participation à la lutte révolutionnaire. L’organisation se réclame d’un « féminisme prolétarien » dans le but de se dissocier du féminisme libéral qui prône l’égalité des femmes sans contester les rapports de domination de classes. Leurs « camarades » n'étaient pas pour autant enclins à les reconnaître politiquement comme une organisation autonome au sein du mouvement libertaire.

## Histoire

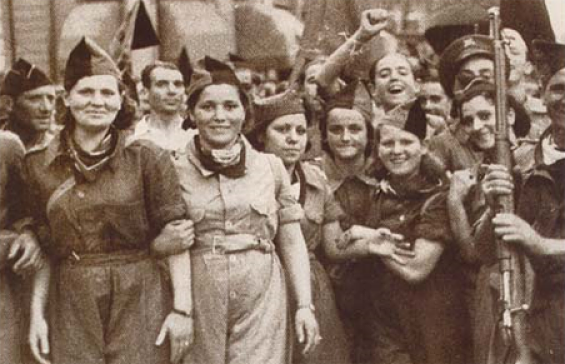
Miliciennes de la CNT-FAI lors de la révolution sociale espagnole de 1936.

Malgré l'égalité entre les sexes prônée par les organisations libertaires espagnoles telles que la FAI, la CNT et la FIJL, il était patent que les femmes avaient besoin d'une organisation spécifique afin d'être mieux entendues et plus spécifiquement défendues.

### Premiers noyaux
En 1933 est formé à Barcelone le Grupo Cultural Femenino (« Groupe culturel des femmes »), qui publie une revue, Cultura integral y femenina (1933-1936).

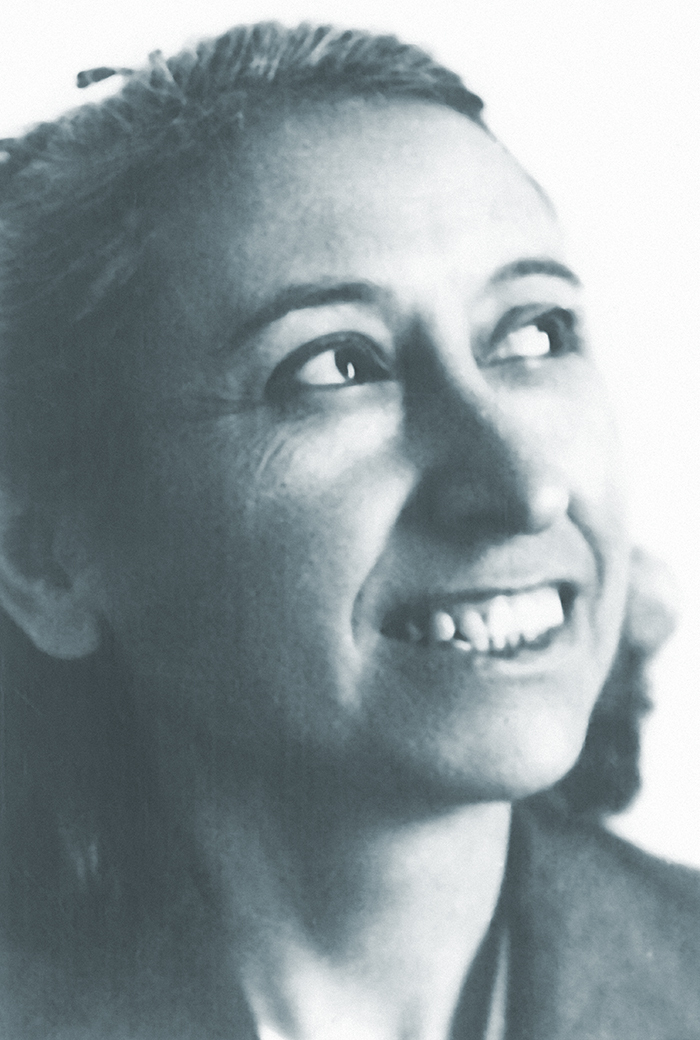
Lucía Sánchez Saornil.

Au cours de la première apparition publique de la CNT à la foire du livre de Barcelone, des jeunes femmes vendent à la criée des ouvrages traitant de la maternité consciente. La revue Estudios, à l'avant-garde d'une campagne en faveur de l'éducation sexuelle et de l'émancipation féminine, aura un tirage qui oscillera entre 65 000 et 75 000 exemplaires.
Le groupe se développe avec le soutien des femmes de la revue Mujeres Libres, parue à partir d'avril 1936, animée par Lucía Sánchez Saornil, Mercedes Comaposada Guillén et Amparo Poch y Gascón.

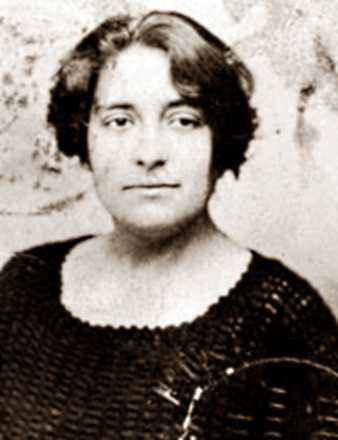
Lola Iturbe.

Ces groupes, rejoints par des militantes de la Confédération nationale du travail comme Lola Iturbe, sont à l'origine de l'organisation Mujeres Libres, créée en avril 1936.
Cette organisation mène une lutte sur deux fronts : pour la révolution sociale, et pour la libération des femmes. Elle est, à ce titre, exemplaire des mouvements libertaires que connut l'Espagne dans ces années.

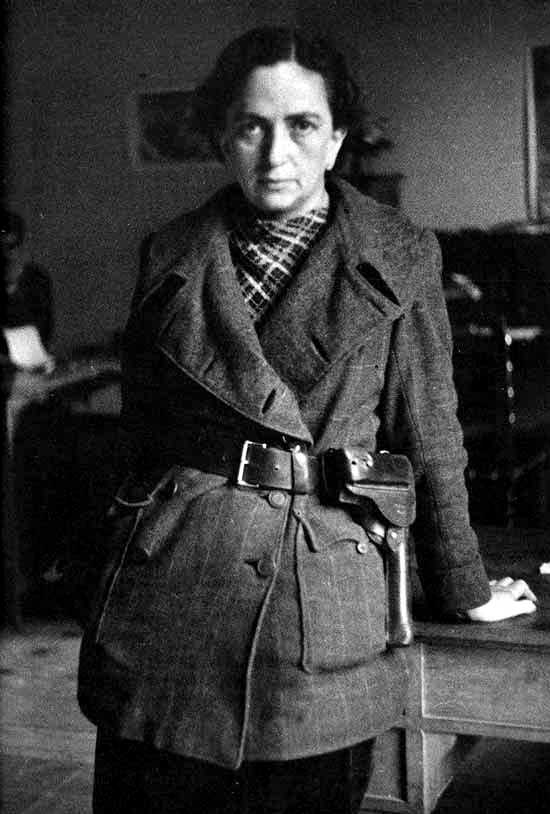
Mika Etchebéhère.

La militante Anna Delso décrit cette démarche : « La capacité d’organisation des femmes me laisse stupéfaite. Plusieurs d’entre elles ont un rôle prépondérant dans leur syndicat, CNT, et font partie en même temps du comité d’autogestion de leur usine. Elles se trouvent au même niveau d’égalité que les hommes dans une société non hiérarchisée. C’est une transformation totale et radicale de la vie sociale. Les femmes espagnoles en avaient tant besoin ! Elles se sont débarrassées de l’esclavage que leur imposaient le clergé, le mari, le père, les frères et tous les autres. À tous ceux qui nous disent : Oui, nous sommes d’accord avec vos revendications de femmes, mais il faut laisser tout cela pour après, car votre attitude peut créer des divisions. Nous leur répondons : Pour après quoi ?[pas clair] C’est maintenant ou jamais ! […] Leurs idées sont une chose et leur femme et leur famille autre chose. Leur femme est à eux, intouchable. Comme les abeilles vont de fleur en fleur, eux peuvent aller de femme en femme. Et ils trouvent ça très naturel, mais ils ne peuvent accepter qu’une femme puisse en faire autant. La sempiternelle devise de la femme, bonne mère, bonne épouse, fidèle et obéissante, doit changer ».

### Une organisation de femmes travailleuses
La plupart des Mujeres Libres sont des travailleuses. De 1936 à 1939, elles conduisent les tramways et négocient avec le syndicat des transports de Madrid l'ouverture d'une auto-école pour remplacer les hommes partis au front. Elles ouvrent des centres de formation professionnelle, apprennent à tirer et à sauter en parachute. Elles sont contraintes de mendier auprès des syndicats le moindre local, le moindre subside.

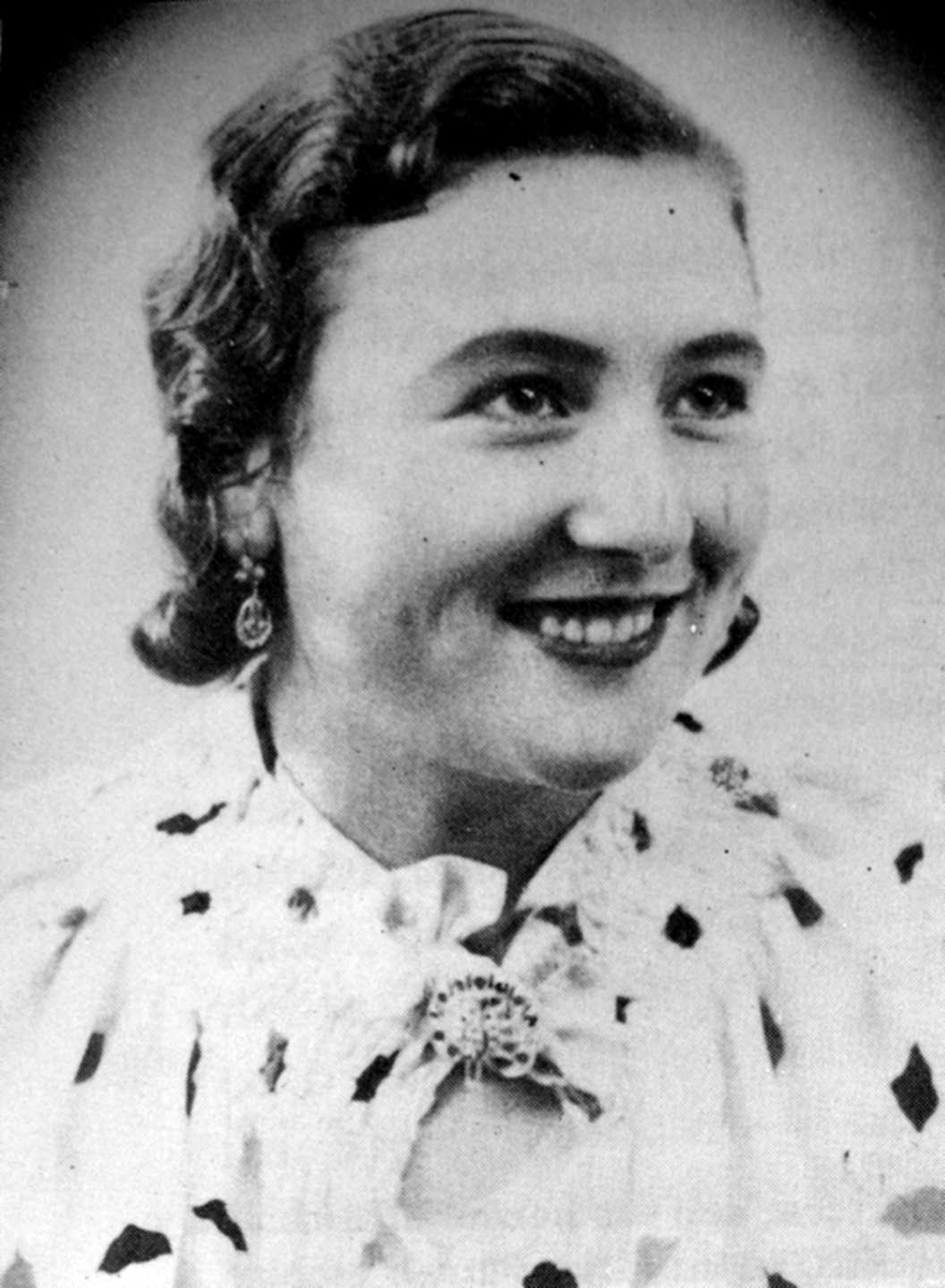
Sara Berenguer.

Une importante réflexion est menée sur la meilleure éducation à donner aux enfants, privilégiant « la méthode de l'aide permettant l'épanouissement des richesses intrinsèques de chacun », évitant les punitions et les prix, « la mesquine compétition ». Une place importante est accordée à la puériculture, à l'éducation sexuelle, définie selon les termes de l'époque, comme « la connaissance du fonctionnement physiologique de notre organisme, plus spécialement l'aspect eugénique et sexologique ».

### Lutte contre la prostitution
À Barcelone, Mujeres Libres est notamment à l'origine de la création de la Casa de la dona treballadora et de la campagne en faveur de la réinsertion des prostituées dans les Liberatorios de prostitucion. La prostitution est fermement combattue. Leur but n'est pas de l'aménager mais de l'éradiquer, en rendant les femmes économiquement indépendantes et en réalisant une profonde révolution sociale et morale. Elles se désolent d'ailleurs de voir nombre de leurs camarades hommes fréquenter les maisons de passe.

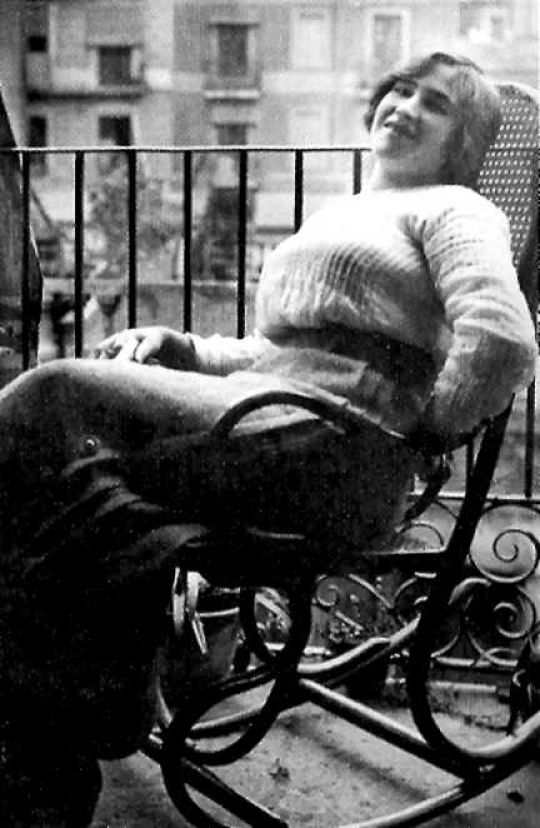
Llibertat Ródenas Rodriguez.

Dans son ouvrage Carnets de la guerre d'Espagne, la poétesse et écrivaine anglo-australienne Mary Low note : « Les prostituées s'occupèrent finalement elles-mêmes de leurs propres intérêts et surent faire valoir leurs droits. Un jour, elles comprirent qu'elles aussi pouvaient trouver leur place dans la révolution. Alors elles flanquèrent à la porte les propriétaires des maisons où elles travaillaient et occupèrent les "lieux de travail". Elles se proclamèrent les égales de tous. Après beaucoup de débats houleux, elles créèrent un syndicat qui fut affilié à la CNT. Tous les bénéfices étaient partagés de façon égale. Sur la porte de chaque bordel, un écriteau remplaça le Sacré Cœur de Jésus. Il disait : VOUS ÊTES PRIÉ DE TRAITER LES FEMMES COMME DES CAMARADES. Sur ordre du Comité. ».

### Isolement dans le mouvement

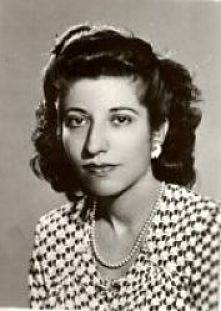
Antònia Fontanillas Borràs.

Le 20 août 1937, se tient à Valence le premier et unique congrès de la Fédération nationale de Mujeres Libres avec des délégations de Barcelone, Cuenca, Elda, Guadalajar, Horche, Lleida, Madrid, Mondejar, Tendilla, Valence, Yebra, etc. Mujeres Libres se veut le quatrième pilier du mouvement libertaire espagnol.
En octobre 1938, la déception est grande quand le Mouvement libertaire et la CNT refusent de considérer la Fédération nationale de Mujeres libres comme une de ses composantes spécifiques,.
Mujeres libres regroupe à son apogée plus de 20 000 femmes en 1938. Elle s'est auto-dissoute dans les derniers mois de la République espagnole, alors que la déroute de l'armée républicaine ne fait plus de doute, lors de la chute de la Catalogne, bastion de l'association.
Jusqu'au bout, elles refusent de s'intégrer aux comités de l'organisation mise en place par le Parti communiste espagnol, l'Asociacion de Mujeres Antifascistas (AMA), bien que cette attitude intransigeante les prive de tout appui matériel, un appui qu'elles ne peuvent malheureusement pas obtenir non plus de leurs propres camarades libertaires.
Dans les années 1970, durant la Transition espagnole, il y eut plusieurs tentatives pour refonder le mouvement. Plusieurs groupes furent formés, mais ils furent pour la plupart assez rapidement auto-dissous.

## RevueMujeres Libres
L'association Mujeres Libres a publié un journal éponyme (disponible en ligne).
- De 1936 à 1938, 13 numéros publiés, avec la collaboration notamment d'Amparo Poch y Gascón, Federica Montseny, Emma Goldman, Lucía Sánchez Saornil, Mercedes Comaposada, Marie Gimenez, Carmen Conde, Lola Iturbe, Pepita Carpeña, Sara Berenguer et Consuelo Berges.

- Entre 1964 et 1976, 47 numéros en exil, avec entre autres Suceso Portales, Sara Guillen, Tomás Cano, Violeta Olaya.

- En 1977 et 1978, à Barcelone.

## Citations
- « En définitive, je considère que la solution au problème sexuel de la femme ne se trouve que dans la solution du problème économique. Dans la Révolution. Rien de plus. Le reste revient à changer de nom pour un même esclavage. » - Lucía Sánchez Saornil, Solidaridad Obrera, 30 octobre 1935. texte intégral.
- « Au mois de mai 1936, naquit la revue Mujeres Libres. Le choix de ces deux mots n’était pas un pur hasard. Nous voulions donner au mot mujeres (femmes) un contenu maintes fois nié. En l’associant à l’adjectif libres nous nous définissions comme absolument indépendantes de toute secte ou groupe politique, cherchant la revendication d’un concept – mujer libre (femme libre) – qui jusqu’à présent était connoté d’interprétations équivoques qui rabaissaient la condition de la femme en même temps qu’elles prostituaient le concept de liberté, comme si les deux termes étaient incompatibles. » - Lucía Sánchez Saornil, CNT, no 531, 30 janvier 1937.

- « Il y a deux choses qui, parce qu’elles sont iniques, commencent à s’effondrer dans le monde : le privilège de la classe qui fonda la civilisation du parasitisme, d’où est né le monstre de la guerre ; et le privilège du sexe mâle qui transforma la moitié du genre humain en êtres autonomes et l’autre moitié en êtres esclaves, et créa un type de civilisation unisexuelle : la civilisation masculine. » - Suceso Portales, Mujeres Libres, no 10, 1938.

## Postérité
- En 2011, le collectif de diffusion libertaire La Sociale de Montréal au Québec édite une affiche pour saluer les 75 ans de la fondation des Mujeres Libres[15].

## Commentaire
- Pour l'historienne Mary Nash, les Mujeres Libres mettent en œuvre « une stratégie duale, fondée sur l’initiative individuelle mais aussi sur une réponse collective qui offrit aux femmes l’appui et la formation indispensables leur permettant de devenir libres »[16].

### Articles
- Martha A. Ackelsberg, « Séparées et égales » ? Mujeres Libres et la stratégie anarchiste pour l’émancipation des femmes, Feminist studies, vol. 11, no 1, printemps 1985, p. 63-83, texte intégral.
- Les Mujeres Libres et la question de la « non-mixité », Avec des textes de Lucía Sánchez Saornil, Ravage Editions et Les Fleurs Arctiques, octobre 2017, texte intégral.
- Jacinte Rausa, Mujeres libres, groupe libertaire autonome. Entretien avec Sara Berenguer, 20 février 1997, texte intégral.
- Thyde Rosell, Femmes libertaires, femmes en lutte... femmes libres !, Alternative Libertaire, no 233, novembre 2000, texte intégral.
- Hélène Hernandez, Sara Berenguer : hasta luego compañera !, Le Monde libertaire, no 1601, 24 juin 2010, texte intégral.
- Miguel Chueca, Une force féminine consciente et responsable qui agisse en tant qu’avant-garde de progrès. Le mouvement Mujeres Libres (1936-1939), Revue Agone, no 43, 2010, p. 47-67, texte intégral.
- Louise Boivin, Les anarcha-féministes, in Relations, Actualité de l’anarchisme, no 682, février 2003, texte intégral.
- Michael Seidman, Women's subversive individualism in Barcelona during the 1930s, (L'individualisme subversif des femmes à Barcelone durant les années 1930), International Review of Social History, vol. 37, août 1992, p. 161-176, texte intégral en anglais, texte en français..
- Yannick Ripa, Le genre dans l'anarcho-syndicalisme espagnol (1910-1939), Clio, Histoire‚ femmes et sociétés, no 3, 1996, texte intégral.
- Nicole Beaurain, Christiane Passevant, Femmes et anarchistes : De Mujeres libres aux anarchaféministes, L'Homme et la société, no 123-124, 1997, Actualité de l'anarchisme, pp.75-90.
- Jean-Louis Guereña, Anarchisme et sexualité en Espagne jusqu’en 1939, Cahiers de civilisation espagnole contemporaine, 2|2015, lire en ligne, DOI 10.4000/ccec.5591.
- Joël Delhom, Anna Delso, Trois cents hommes et moi (1989) - Quelle mémoire pour les femmes libertaires ?, communication présentée le 20 mars 2015 à l'Université de Pau et des Pays de l'Adour, lors de la journée d'étude « ¡Libertarias! Femmes militantes et anarchistes de l'Espagne à l'exil (1934-1975) », lire en ligne.
- Rosine Pélagie, Femmes libres : toujours d’actualité, Le Monde libertaire, 6 décembre 2012, [lire en ligne].

### En espagnol
- Mary Nash (présentation et introduction par), Mujeres Libres : España 1936-1939, Barcelone, Éditions Tusquets, 1975,  (ISBN 84-7223-704-4), (OCLC 1638682).
- Concha Liaño Gil, Mujeres libres: luchadoras libertarias, Madrid, FAL, 1999, 191 p. (ISBN 978-84-86864-33-0, OCLC 48736712).
- Helena Andrés Granel, Mujeres Libres (1936-1939) : Una lectura feminista, Seminario Interdisciplinar de Estudios de la Mujer, Universidad de Zaragoza, 2006, texte intégral.
- Collectif, Las mujeres y la guerra civil española, Ministerio de Trabajo e inmigración, Instituto de la Mujer, 1991,  (ISBN 84-7799-047-6), lire en ligne sur Dialnet.

### En anglais
- Martha A. Ackelsberg, Free Women of Spain : anarchism and the struggle for the emancipation of women, Indiana University Press, 1991, (OCLC 42329216).
- Laura Ruiz, Sara Berenguer, Free women (Mujeres Libres) : voices and memories for a libertarian future, Rotterdam, Boston, Sense, 2011, (OCLC 668182876).
- Lisa Margaret Lines, Milicianas: Women in Combat in the Spanish Civil War, Lexington Books, 2011, extraits en ligne.

### Filmographie
- Lisa Berger, Carol Mazer, De toda la vida (Toutes nos vies), 55 minutes, 1984, avec la participation de Sara Berenguer, Pepita Carpeña, Dolors Prat Coll, Federica Montseny, Suceso Portales, Mercedes Comaposada et Conxa Pérez Collado[17], (OCLC 434792621), voir en ligne.
- Le film Libertarias, réalisé par Vicente Aranda en 1996, traite des femmes qui ont milité au sein de l'organisation des Mujeres Libres. Les personnages sont joués par les actrices espagnoles Ana Belén, Victoria Abril et Ariadna Gil.
- Fait l'objet d'un court documentaire en 2017, intitulé Mujeres Libres : l’anarchie et les femmes en complément du coffret du DVD Ni Dieu ni maître, une histoire de l'anarchisme de Tancrède Ramonet (disponible sur YouTube)

## Membres célèbres
- Lucía Sánchez Saornil (cofondatrice)
- Federica Montseny
- Mika Etchebéhère
- Anna Delso
- María Bruguera Pérez
- Sara Berenguer
- Pepita Carpeña (secrétaire chargée de la propagande)
- Mercedes Comaposada (cofondatrice)
- Amparo Poch y Gascón (cofondatrice)
- Antònia Fontanillas Borràs
- Llibertat Ródenas Rodriguez
- Pepita Carnicer[18]
- Paquita Jolis Puig
- Consuelo Berges
- Concha Liaño Gil
- Soledad Estorach Esterri

#### Notices
- Notice dans un dictionnaire ou une encyclopédie généraliste :   - Gran Enciclopèdia Catalana
- Notices d'autorité :   - VIAF
  - BnF (données)
  - IdRef
  - LCCN
  - GND
  - Israël
  - Tchéquie
- (ca) « Mujeres Libres », Gran Enciclopèdia Catalana, sur enciclopedia.cat, Barcelone, Edicions 62..
- L'Éphéméride anarchiste : notice.
- (es) Miguel Iñiguez, Esbozo de una Enciclopedia histórica del anarquismo español, Fundación de Estudios Libertarios Anselmo Lorenzo, Madrid, 2001, page 425.